# Kirchhoff-törvények
A Kirchhoff-törvények a villamosságtanban a töltés és az energia megmaradását tárgyalják. Először Gustav Kirchhoff mondta ki őket 1845-ben. Mindkét törvény közvetlenül levezethető a Maxwell-egyenletekből, de Kirchhoff még Ohm törvényeinek általánosítását használta fel.
Egy tetszőlegesen bonyolult villamos hálózat (áramkör) elemeire egyenként alkalmazható az Ohm-törvény, hiszen az összetartozó áram, feszültség és ellenállás mennyiségek közötti kapcsolatot mutatja. Viszont a több elemből álló hálózatnál a Kirchhoff-törvények nyújtanak segítséget, amelyek leegyszerűsíthetik a számítási műveleteket. Bonyolultabb áramkörök esetén a Kirchhoff egyenletrendszerek megoldása rendkívül hosszadalmas, a lineárisan független hurokegyenletek kiválasztása átláthatatlan, ezért célszerűbb a gráfelméletet segítségül hívva mátrixegyenleteket felírni. Közepesen bonyolult esetekben segítséget nyújthat a Norton-tétel, a Thévenin-tétel, a Millman-tétel, vagy a szuperpozíció tételének alkalmazása. A konkrét alkalmazástól függetlenül ezek a tételek nagyon fontos szerepet játszanak a szemléletformálásban. 
A Kirchhoff-törvények általánosíthatók lineáris R-L-C elemkből álló, színuszosan gerjesztett váltakozó áramú áramkörök állandósult állapotának számítására a komplex impedancia bevezetésével, illetve bekapcsolási jelenségek számítására Laplace-operátoros impedancia bevezetésével. Az általánosítás tovább folytatható mágneses körök, valamint levegő- és folyadékáramlások, illetve hő- és egyéb energiaáramok számítására. Napjainkban a Kirchhoff-törvények általánosításai fontos szerepet játszanak a mechatronikai (vegyes mechanikai, villamos, mágneses, hőtani, áramlástani, energetikai stb. komponenseket is tartalmazó) rendszerek számításában.

## A csomóponti törvény
Kirchhoff I. törvénye.

Bármely csomópontba befolyó és onnan elfolyó áramok előjelhelyesen vett összege nulla. Ha a befolyó áramot pozitívnak, az elfolyót negatívnak vesszük, akkor:
-i_{1} + i_{2} - i_{4} + i_{3} = 0
Ebből következik, hogy
i_{1} + i_{4} = i_{2} + i_{3}

A csomóponti törvény párhuzamos (elágazó) áramkörökre vonatkozik. Az elágazásnál csomópont keletkezik. A törvény értelmében a csomópontba befolyó áramok összege megegyezik az onnan elfolyó áramok összegével.
A törvény alapja az, hogy egy villamos hálózat csomópontjaiban nincs töltésfelhalmozódás (forrásmentes hely).
Az ábrán a csomópontot egy befeketített kör jelöli. A csomópont egyben az elektromos kötés helyét is jelöli.
A csomópontnak létezik még egy fontos jellemzője, az, hogy elektromos potenciállal rendelkezik. Ez a potenciál egy másik csomóponthoz képest mérhető, nagysága függ az összekötő elem(ek) ellenállás-értékétől, és az átfolyó áram nagyságától.
A potenciálkülönbség átfolyó áramot hoz létre egy ellenálláson, de azt is mondhatjuk, hogy az átfolyó áram hatására jön létre az ellenállás két végpontja között potenciálkülönbség.

## A huroktörvény
Kirchhoff II. törvénye.
Sorosan kapcsolt áramköri elemekre vonatkozik. A törvény értelmében bármely zárt hurokban a feszültségek előjeles összege nulla.
Az előjel megállapítása úgy történik, hogy egy tetszőleges irányítású "körüljárási irányt" veszünk fel. A körüljárási irányt egy be nem záródó körvonal végén a nyíl jelzi. Ha az áramkör csak egy hurokból áll, a kör középpontjába írt "+" mutatja, hogy az ilyen irányú feszültségeket tekintjük pozitív előjelűnek (azok a feszültségek pedig, melyek iránya a körüljárási iránnyal ellentétes, negatív előjelűek). Ha az áramkör több hurokból áll, a kör középpontjába a hurok sorszáma kerül (az ábrán I.). Zárt hurokban a feszültségforrások feszültségének előjeles összege megegyezik a feszültségesések előjeles összegével.

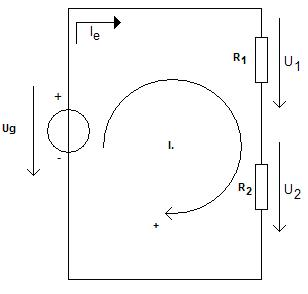
A körüljárási irányt az óramutató járásával megegyezőnek választottuk. Az ezzel megegyező irányú részfeszültségek pozitívak:
– U_{g} + U_{1} + U_{2} = 0
Ebből következik, hogy
U_{g} = U_{1} + U_{2}

## Az egyesített Kirchhoff-törvény
Mivel mindkét törvény mindenféle hálózatra igaz, bátran lehet alkalmazni őket ismeretlen feszültségek és/vagy áramok kiszámítására. A most megismertetett két módszerrel bármilyen, tetszőlegesen bonyolult villamos hálózatot ki tudunk számítani, feltéve, ha adottak a megfelelő számú adatok (adatok alatt feszültségek, áramok, ellenállások értékei értendők).
Az „ahány ismeretlen, annyi független egyenlet” módszerrel az összes ismeretlen feszültséget és áramot ki tudjuk számolni. Ehhez annyit kell tennünk, hogy lineárisan független hurokra és csomópontra felírjuk a törvényszerűségeket, Ha m db csomópontot n db ág köt össze, akkor m-1 db tetszőlegesen kiválasztott csomóponti egyenletet és n-(m-1) lineárisan független hurok egyenletet kell kiválasztani. 
Példák:
a)

Vizsgáljuk meg először az I. hurokegyenletet! 

I. – Ug1 + UR1 + UR2 = 0

A nem aktív elemek feszültségeit helyettesítsük be az Ohm-törvényből levezethető 

U=I*R kifejezéssel. 

Így: 

I. – Ug1 + I1,2 * R1+ I1,2 * R2= 0

Az egyenlet egy ismeretlent tartalmaz, a megoldása:
 I1,2=Ug1/(R1+R2)
b)
 Vizsgáljuk most a II. hurokegyenletet! 

II. - UR2 - UR1 + UR3 + UR4= 0 

A nem aktív elemek feszültségeit ismét helyettesítsük be az Ohm-törvényből levezethető U=I*R kifejezéssel. 

Így: 

II. - I1,2 * R1 - I1,2 * R2 + I3,4 * R3 + I3,4 * R4= 0 

Az egyenlet két ismeretlent tartalmaz (I1,2 és I3,4), de az I1,2 áram az a) pontból behelyettesíthető, így az I3,4 áram meghatározható: 

I3,4=I1,2(R1+R2)/(R3+R4)

c)

A csomóponti egyenletből 

A: Ie - I1,2 - I3,4

meghatározható az eredő áram:

Ie=I1,2 + I3,4

d)

Az Ohm-törvényből meghatározható az eredő ellenállás:

Re=Ug1 / Ie

valamint a részfeszültségek:

UR1=I1,2 * R1

UR2=I1,2 * R2

UR3=I3,4 * R3

UR4=I3,4 * R4